# قضية اغتصاب تاوانا براولي
تاوانا غليندا براولي (ولدت 1972) هي امرأة من أصل إفريقي من وابينغرز، نيويورك، اشتهرت في عام 1987-1988 بعد اتهامها لأربعة رجال بيض باغتصابها. تلقت القضية اهتماما وطنيا واسعا بسبب صغر سنها (15 سنة)، وبسبب عرق ومهنة المتهمين (بينهم ضباط الشرطة ونائب عام)، وحالة الصدمة التي وجدت بها براولي بعد الاغتصاب المزعوم. عثر على تاوانا في كيس قمامة، وكتبت على جسدها عبارات عنصرية وكانت مغطاة بالبراز. لقيت اتهامات براولي اهتمام وسائل الإعلام وذلك بفضل مستشاريها، مثل القس آل شاربتون والمحامين ألتون مادوكس وفيرنون ميسون.
بعد الاستماع للأدلة، خلصت هيئة المحلفين في أكتوبر 1988 أن براولي لم تقع ضحية اعتداء جنسي قسري وأنها ربما اختلقت أدلة هذا الهجوم بنفسها. قام المدعي العام في نيويورك الذي كان أحد المتهمين برفع دعوى قضائية ضد براولي ومستشاريها الثلاثة بتهمة التشهير.
تلقت براولي في البداية دعما كبيرا من مجتمع الأميركيين الأفارقة. ورأى البعض أن براولي كانت ضحية تقارير منحازة تداخلت مع الصور النمطية العنصرية. تلقت وسائل الإعلام انتقادات حادة من صحافة السود والعديد من القادة السود الذين لم يقابلوا تاوانا وقصتها بأي شك أو تكذيب. . أدى قرار لجنة المحلفين إلى انحسار الدعم نحو براولي ومستشاريها. وقد حافظت عائلة براولي على موقفها بصحة المزاعم رغم الأدلة الدامغة التي رفعت ضدها.